# Vaccinium banksii
Vaccinium banksii är en ljungväxtart som beskrevs av Elmer Drew Merrill. Vaccinium banksii ingår i Blåbärssläktet, och familjen ljungväxter. Inga underarter finns listade i Catalogue of Life.